# Мирчинк, Михаил Фёдорович
Михаил Фёдорович Мирчинк (2 [15] июня 1901, Москва — 31 января 1976, Москва) — советский геолог нефти и газа, профессор, член-корреспондент АН СССР (1953).

## Биография
Родился 2 (15) июня 1901 года в Москве в семье учителя М. Ф. Мирчинка.
В 1920—1930 годах учился на геолого-разведочном факультете Московской горной академии (МГА). Во время учёбы был откомандирован на практику на 2 года.
В 1930—1939 годах работал в АзИИ имени М. Азизбекова. В 1932—1939 годах занимал должность заместителя главного геолога Азнефти. В 1939—1942 годах руководил одним из секторов Азербайджанского отделения АН СССР.
С 1942 по 1946 годы был заместителем начальника геологического отдела Народного комиссариата нефтяной промышленности СССР. С 1943 года преподавал в МНИ имени И. М. Губкина.
В 1947—1960 годах заведовал кафедрой геологии нефтяных и газовых месторождений.
Член-корреспондент АН СССР (23 октября 1953 года) по специальности «геология нефти».
В 1958—1970 годах занимал должность директора Института геологии и разработки горючих ископаемых АН СССР. Затем — заведующий лабораторией структурно-геологического анализа.
Основная тематика научных работ — региональная геология нефтегазоносных областей различных регионов и разработка месторождений нефти.
Скончался 31 января 1976 года в Москве.

## Семья
- Старший брат — Мирчинк, Георгий Фёдорович (1889—1942) — геолог, академик АН Белорусской ССР.

## Награды и премии
- 1944 — орден Трудового Красного Знамени
- 1946 — орден «Знак Почёта»
- 1948 — орден Ленина
- 1949 — Сталинская премия второй степени за труд «Научные основы разработки нефтяных месторождений» (1948)[6]
- 1950 — Сталинская премия второй степени за открытие нового крупного нефтяного месторождения
- 1951 — орден Ленина
- 1966 — орден Трудового Красного Знамени
- 1972 — орден Октябрьской революции
- 1975 — премия имени И. М. Губкина

## Членство в организациях
- 1919 — РКП(б) и Красная гвардия
- 1941 — Член ВКП(б)[уточнить]
- 1960 — Почётный член Болгарского геологического общества.

## Память
- «Михаил Мирчинк» — в 1980 году было названо буровое судно, предназначенное для разведки месторождений нефти и газа на Дальнем Востоке[3].